# 善应镇
善应镇，是中华人民共和国河南省安陽市安阳县下辖的一个乡镇级行政单位。小南海石窟位于此地。

## 行政区划
善应镇下辖以下地区：
北善应村、三仓村、珍珠村、大平村、西善应村、南郊村、东山村、张二庄村、白玉村、杨家坪村、黑玉村、南善应村、化象村、西方山村、天喜镇村、中城村、南平村、谢家庄村、冯家洞村、南龙山村、西龙山村、井玉村和东滩村。